# Ausbruch zur Hölle
Ausbruch zur Hölle (Originaltitel: Fight for Your Life; Alternativtitel: I Hate Your Guts, Staying Alive) ist ein US-amerikanischer Rape-and-Revenge-Film von Robert A. Endelson aus dem Jahr 1977. Er ist den Genres Exploitationfilm und Actionfilm zuzuordnen.

## Handlung
Durch einen unglücklichen Zufall können die drei Gewaltverbrecher Jessie Lee Kane, Chino und Ling aus einem Gefangenentransport fliehen. Sie ziehen eine blutige Spur durch Portland. Als sie den Besitzer eines Spirituosengeschäfts erschießen, wird die junge Corrie Turner Zeuge des Mordes. Das Trio nimmt die junge afroamerikanische Frau als Geisel und verschafft sich so Zugang zum Haus der Turners. Für die gottgläubige Familie beginnt nun ein Martyrium. Insbesondere Kane, der Anführer der Gruppe, quält und verhöhnt die Familie in stark rassistischer Manier. Als Karen, eine Freundin der Familie, und Joey (in der deutschen Fassung Tommy), Spielgefährte von Turners jüngstem Sohn Ted, von der Entführung erfahren, bringt Ling beide um. Zunächst hetzt er Karen einen Wasserfall herunter; anschließend erschlägt er Joey mit einem Stein.
Die drei beschließen nun, ihr Fluchtauto verschwinden zu lassen. Es gelingt ihnen, die Polizei auszutricksen. Als Kane allein bei der Familie bleibt, wendet sich kurzzeitig das Blatt. Als Kane jedoch wieder die Oberhand gewinnt, geht das brutale Spiel weiter. Als die drei wieder vereint sind, vergewaltigen sie nacheinander Corrie Turner. Die Polizei umstellt zwischenzeitlich das Haus. Doch nun gelingt es der Familie, zwei ihrer Peiniger auszuschalten. Kane kann jedoch mit Mrs. Turner als Geisel aus dem Haus gelangen. Umstellt von der Polizei kommt es zu einem Showdown mit Ted Turner, der den Mann schließlich erschießen kann.

## Hintergrund
Ausbruch zur Hölle erlebte seine Premiere im Oktober 1977 auf dem Chicago International Film Festival. Im vereinigten Königreich wurde er den Video Nasties zugerechnet und verboten. Die deutsche Kinofassung erschien am 16. Mai 1980. Es folgte eine VHS-Version, die 1982 und 2007 von der Bundesprüfstelle für jugendgefährdende Medien indiziert wurde. Am 3. Februar 2009 veröffentlichte Eyecatcher Media eine ungeprüfte DVD-Fassung mit zwei verschiedenen Covern.

## Kritiken
Der Film wurde insbesondere wegen seiner expliziten Gewaltdarstellung und seiner rassistischen Sprache stark kritisiert.

„Am Anfang hält man ihn noch für einen normalen Reißer, doch dann zerbröckeln die Tabus unter der Wucht eines Dauerbombardements durch die hämischsten, fiesesten und erniedrigsten rassistischen Kommentare, die bis dato auf Zelluloid gebannt worden sind. […] Doch nicht nur mit ihnen tritt I Hate Your Guts in sämtliche Fettnäpfchen. So wird bis zum letzten Röcheln gezeigt, wie ein kleiner Junge verreckt.“

„Drei ausgebrochene Sträflinge tyrannisieren und quälen eine Familie, wobei sie vor brutalen Morden, auch an Kindern, nicht zurückschrecken. Ein klassisches Handlungsmuster des Gangsterfilms wird hier nicht als psychologische Ausnahmesituation analysiert, sondern als Anlaß für die Darstellung von Sadismen mißbraucht.“